# Krajowa Partia Emerytów i Rencistów
Krajowa Partia Emerytów i Rencistów (deutsch: Landespartei der Rentner und Pensionäre, kurz KPEiR) ist eine polnische links stehende Themenpartei, welche ihre Aufgabe in der Interessenvertretung von Rentnern, Pensionären, sowie Menschen mit Behinderung sieht.
Während sie bei allgemeinen gesellschaftlichen Fragen keine explizite Position einnimmt, vertritt die Partei in der Wirtschaftspolitik linke Ansätze.

## Geschichte
Nachdem im Laufe des Jahres 1991 mehrere lokale Parteien mit ähnlicher Ausrichtung entstanden waren, vereinbarten die vier größten von ihnen am 20. November 1993 sich zusammenzuschließen. Der Gründungskongress fand  im Frühjahr 1994 statt.
Bei den Parlamentswahlen 2001 konnte die KPEiR zum bisher einzigen Mal als Teil des Linksbündnisses SLD-UP einen Sitz erringen, welchen der Parteichef Tomasz Mamiński einnahm. Nach einem Restaurantskandal wurde er 2002 jedoch aus der damaligen Regierungsfraktion ausgeschlossen. Seitdem war die Partei nur noch vereinzelt auf lokaler Ebene erfolgreich und konnte einige Stadt- bzw. Gemeinderäte stellen.